# Agliano Terme

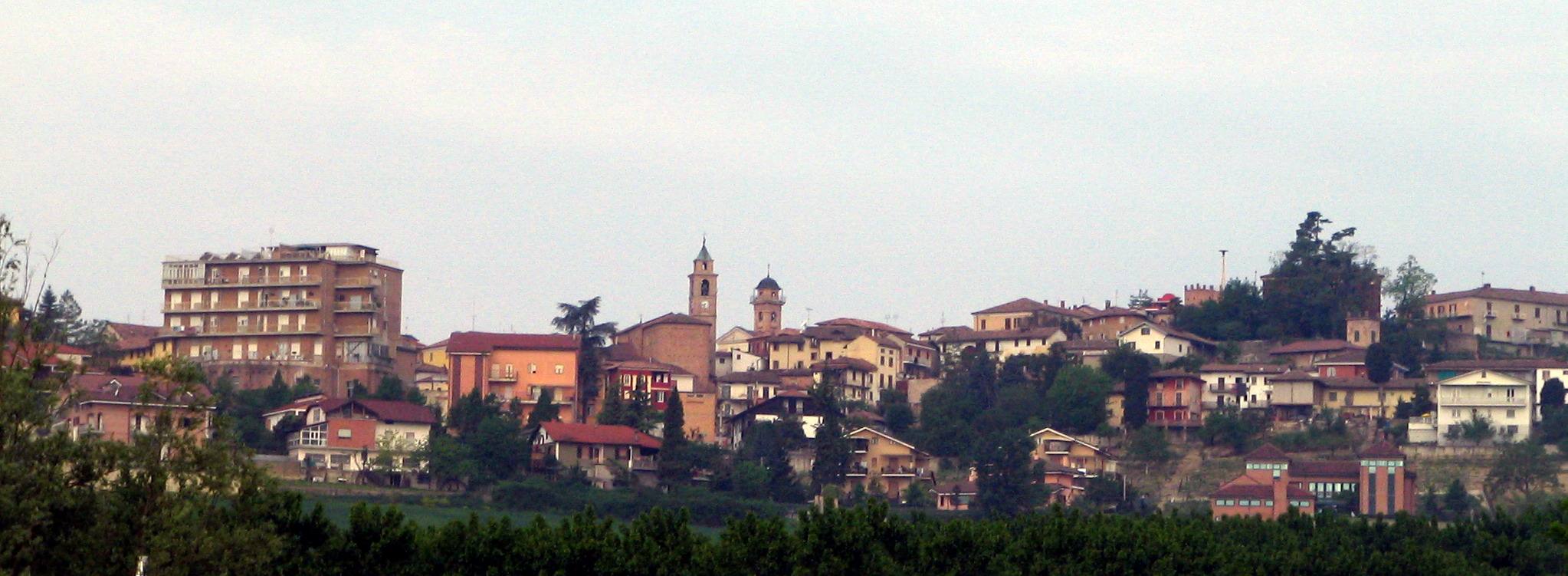
Panorama

Agliano Terme oder Agliano ist eine Gemeinde in der italienischen Provinz Asti (AT) der Region Piemont.

## Lage und Einwohner
Agliano Terme liegt 19 Kilometer südlich von der Provinzhauptstadt Asti entfernt auf einer Höhe von 263 m über dem Meeresspiegel. Das Gemeindegebiet umfasst eine Fläche von 15,38 km² und hat 1542 Einwohner (Stand 31. Dezember 2023). Die Nachbargemeinden sind Calosso, Castelnuovo Calcea, Costigliole d’Asti, Moasca und Montegrosso d’Asti.
Der Schutzpatron des Ortes ist San Giacomo Maggiore.

## Sehenswürdigkeiten
- Die Kirchen Chiesa della confraternita di San Michele und Parrocchiale di San Giacomo Maggiore
- Die seit 1770 bestehenden sulfathaltigen Heilquellen

## Kommunale Einrichtungen
Die Gemeinde besitzt eine Bibliothek, einen Kindergarten und eine Grundschule. Ferner gibt es zwei Apotheken.

## Kulinarische Spezialitäten
In Agliano Terme werden Reben der Sorte Barbera für den Barbera d’Asti und Nizza, zwei Rotweine mit DOCG Status, angebaut.

## Söhne und Töchter der Stadt
- Bianca Lancia (um 1200/1210–etwa 1244/1246), langjährige Geliebte und letzte Ehefrau des Kaisers Friedrich II.